# Lygus pratensis
Lygus pratensis är en insektsart som först beskrevs av Carl von Linné 1758.  Lygus pratensis ingår i släktet Lygus och familjen ängsskinnbaggar. Arten är reproducerande i Sverige. Inga underarter finns listade i Catalogue of Life.

## Bildgalleri

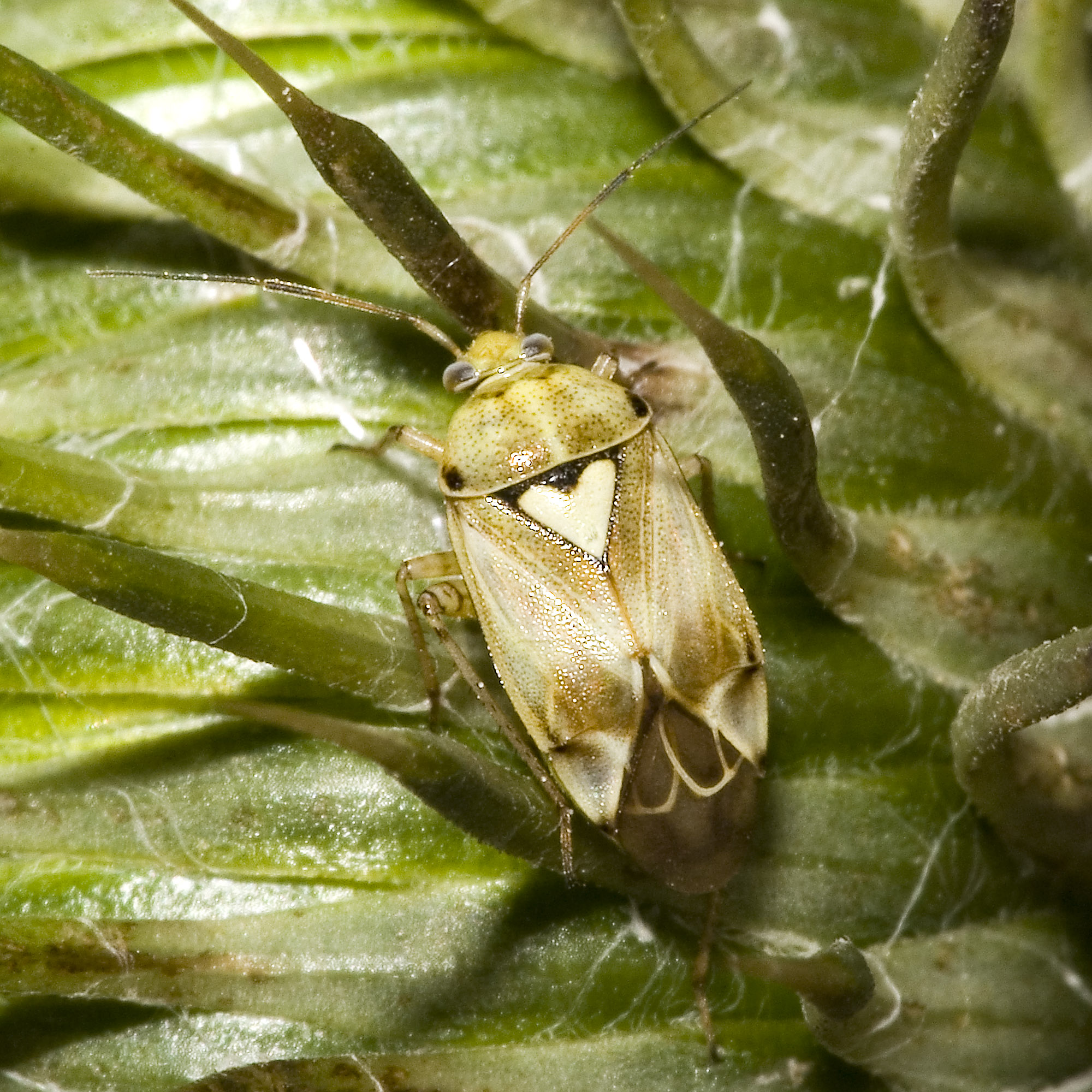
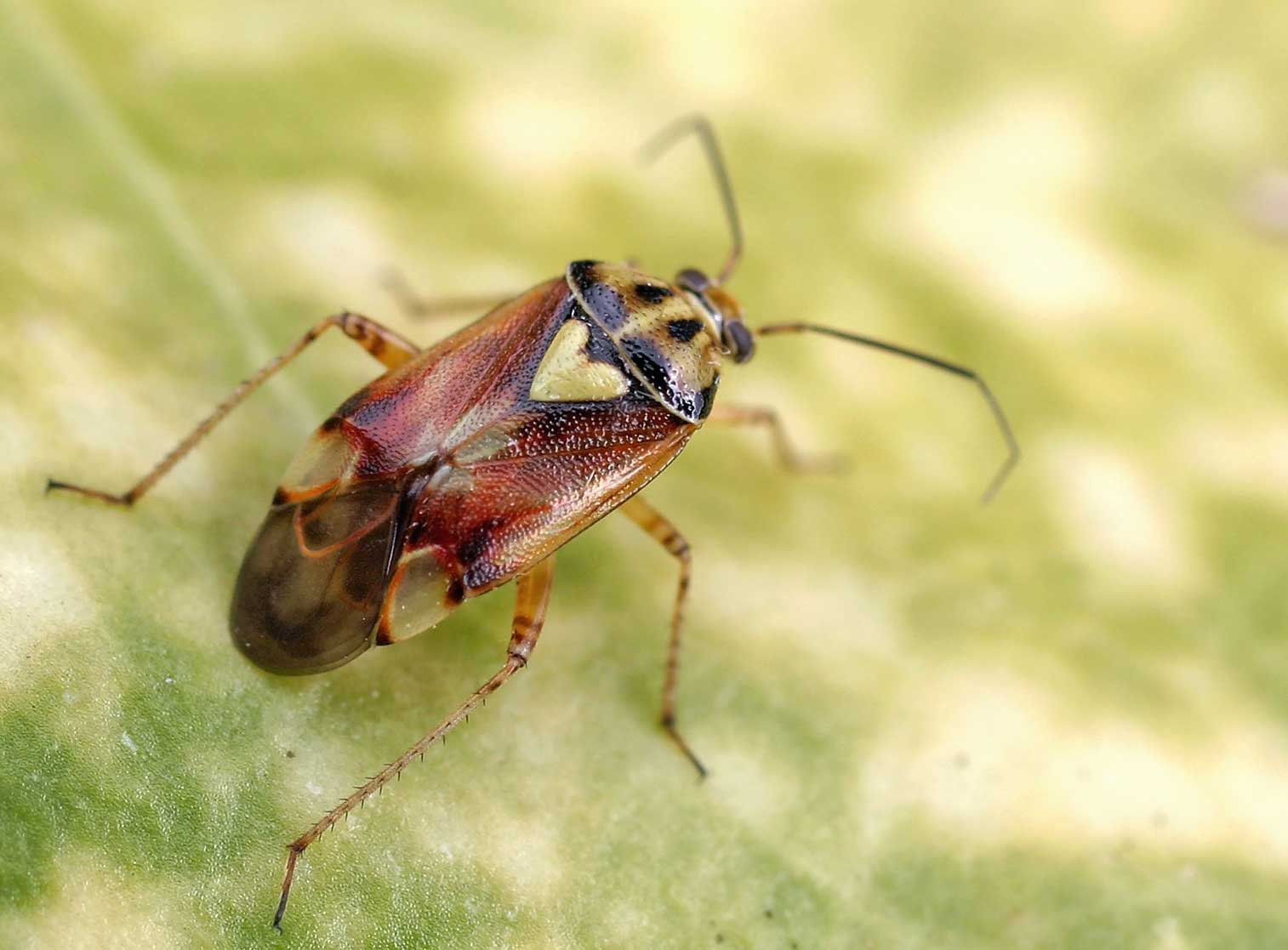
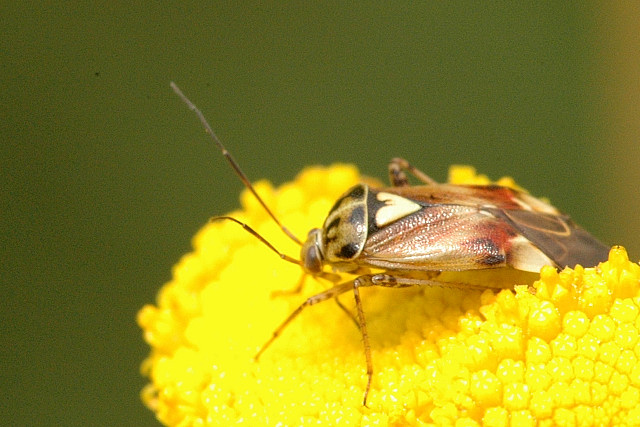
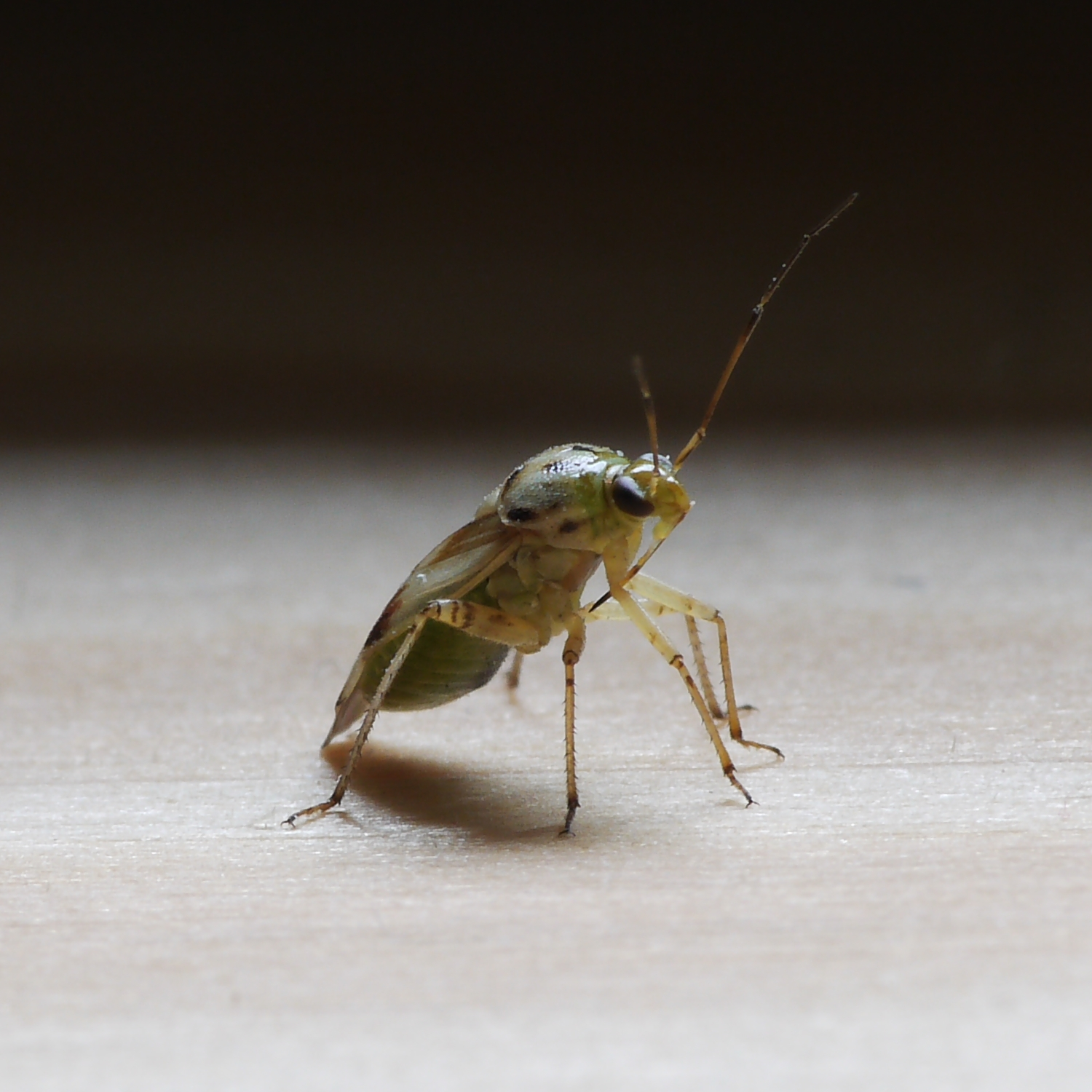
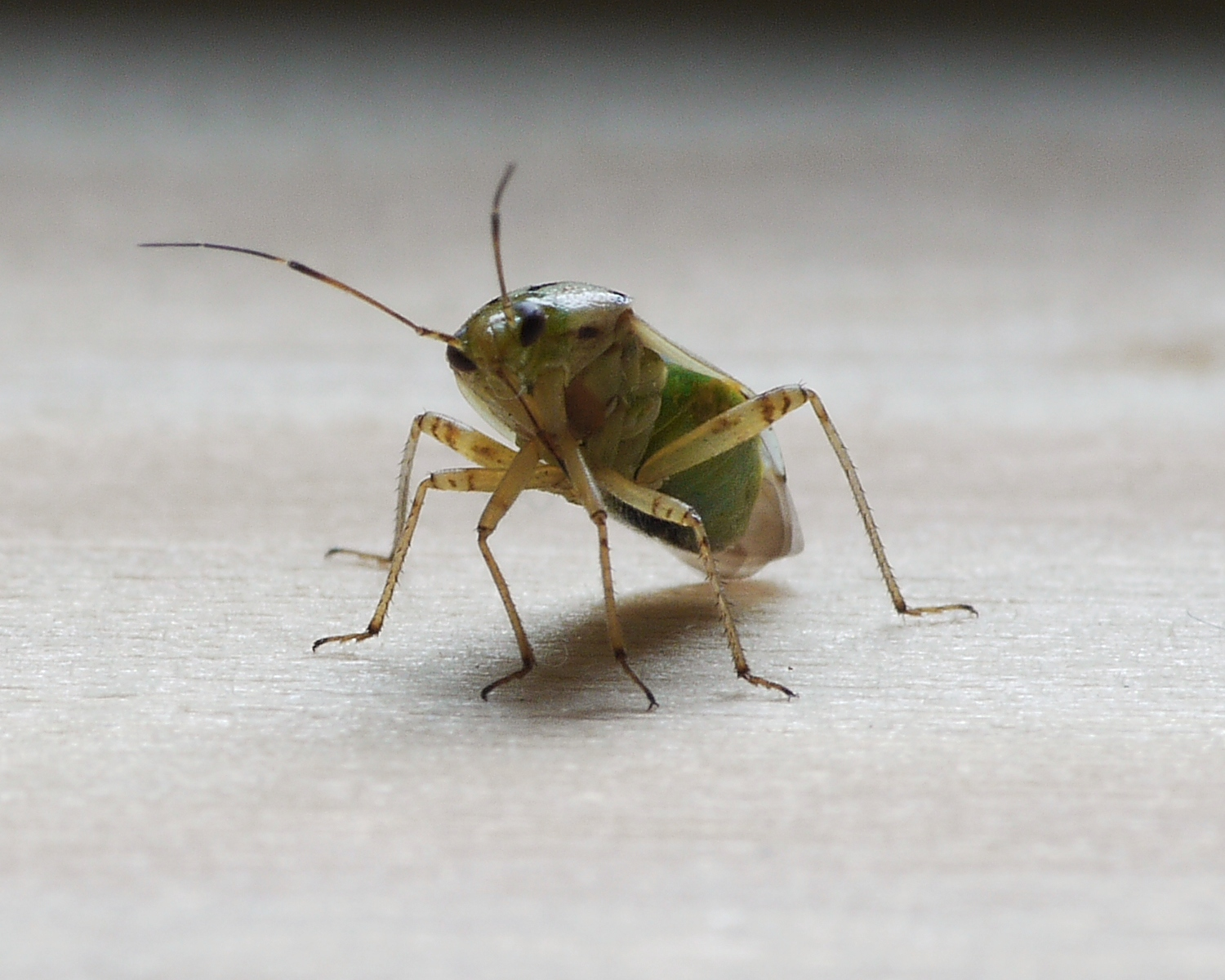
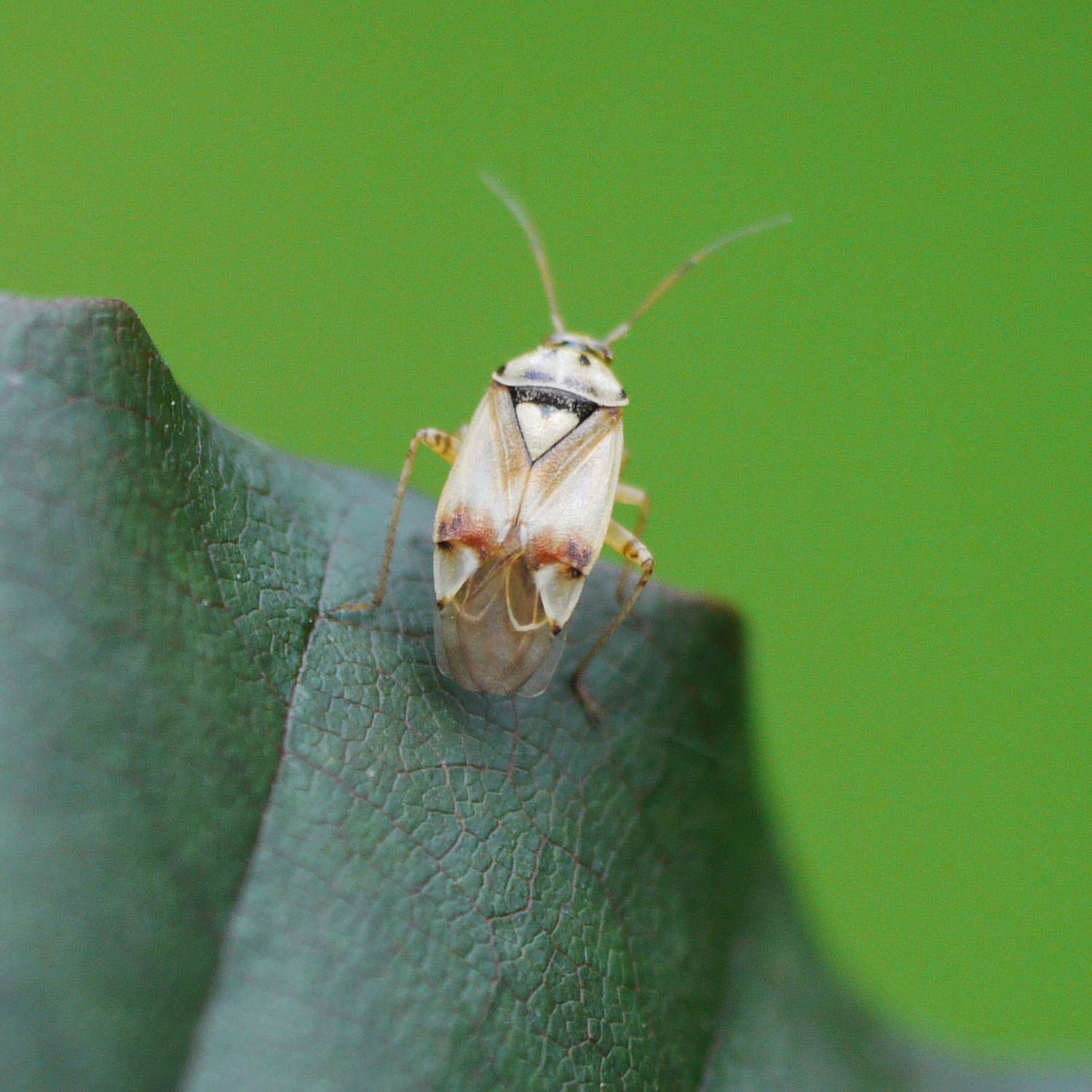